# Roche Aigüe
La roche Aigüe (ou signal de Mâlain et signal de Blaisy) est le point culminant du plateau de Langres, situé dans le département français de la Côte-d'Or, en région Bourgogne-Franche-Comté.

## Histoire
Au cours de la Préhistoire, le sommet a pu être occupé par un éperon barré. La découverte d'une broche datant de l'âge du bronze et provenant d'Europe centrale suggère la présence d'une sépulture à l'endroit où se trouve aujourd'hui l'antenne qui occupe le sommet.